# ناصرخسرو (اندیکا)
ناصرخسرو نام یک روستا در دهستان آبژدان شهرستان اندیکا و در استان خوزستان ایران قرار دارد.

## جمعیت
براساس سرشماری مرکز آمار ایران در سال ۱۳۹۵، ناصرخسرو ۶۵۶ نفر جمعیت دارد.